# موسسه فناوری ولور
موسسه فناوری ولور (VIT) یک دانشگاه خصوصی تحقیقاتی است که در کاتپادی در ولور، تامیل نادو، هند واقع شده‌است.
این موسسه ۶۶ دوره کارشناسی، ۵۸ دوره کارشناسی ارشد، ۱۵ برنامه یکپارچه، ۲ برنامه پژوهشی و ۲ برنامه صنعتی M.Tech ارائه می‌دهد. این دانشگاه دارای پردیس‌هایی در ولور و چنای و دانشگاه‌های خواهر در دانشگاه AP، دانشگاه بوپال و بنگالور است.